# Xylomya matsumurai
Xylomya matsumurai är en tvåvingeart som först beskrevs av Akira Nagatomi och Tanaka 1971.  Xylomya matsumurai ingår i släktet Xylomya och familjen lövträdsflugor. Inga underarter finns listade i Catalogue of Life.